# Coupe du monde féminine de football 1971
Navigation
Coppa del Mondo 1970 Mundialito 1981
La Coupe du monde féminine de football 1971, aussi dénommée Campeonato mundial de futbol femenil 1971 ou simplement Mundial 1971, est la deuxième compétition mondiale féminine de football. Ce deuxième et dernier tournoi organisé par la Fédération internationale et européenne de football féminin (FIEFF), n'est pas reconnu par la Fédération internationale de football association (FIFA) et n'a donc jamais été homologué.
Le tournoi se déroule en août et septembre 1971 au Mexique. Le vainqueur est le Danemark, qui bat en finale le Mexique sur le score de 3-0.

## Préparation de l'événement

### Organisation
Considérant la première édition de 1970 comme un succès, les hommes d'affaires italiens de la FIEFF souhaitent organiser une seconde édition l'année suivante. Mais face aux scandales survenus à la suite du premier tournoi et un avis défavorable de la FIFA concernant cette coupe du monde et leurs organisateurs, de nombreuses fédérations nationales déclinent l'invitation. Finalement, six équipes prendront part à la seconde Coppa del Mondo.
Comme pour l'édition précédente, l'entreprise italienne Martini & Rossi est le sponsor principal de l'événement. Elle prend alors en charge les frais des équipes invitées.
Le tournoi est diffusé par Televisa. Les enregistrements sont perdus, seuls subsistent 20 minutes de films amateurs et de vidéos d'Associated Press.

### Qualifications
À la suite des recommandations défavorables des instances internationales, seules cinq équipes sur treize attendues participent aux éliminatoires pour le tournoi mexicain. Ainsi, la FIEFF n'hésite pas à utiliser des matchs amicaux pour qualifier et éliminer des équipes.
En Europe, un mini-tournoi qualificatif se dispute en Italie entre l'Angleterre, l'Autriche et l'Italie. La quatrième équipe, la Tchécoslovaquie, est finalement forfait à la suite de la non-obtention de visas pour l'Italie. Trois matchs sont disputés : l'Italie bat 7-0 l'Angleterre, le 2 juin 1971 à Trapani, et 6-0 l'Autriche, le 6 juin à Catane. Enfin, l'Angleterre domine l'Autriche 3-0, le 4 juin à Syracuse. L'Italie et l'Angleterre obtiennent leur billet pour le Mexique.
Par ailleurs, le 17 avril 1971, la France bat 4-0 les Pays-Bas, à Hazebrouck, pour le premier match officiel féminin reconnu par la FIFA. Le Danemark dispose quant à lui de la Suède 5-0. Les deux équipes gagnantes de ces matchs amicaux se qualifient pour la phase finale alors qu'elles n'avaient pas conscience en jouant du caractère qualificatif de ces matchs.
En Amérique latine, le Mexique est qualifié en tant que pays organisateur et l'Argentine bat le Costa Rica pour se qualifier.

## Phase finale

### Règlement
Les six sélections sont réparties en deux groupes de trois. Les deux premiers de chaque groupe disputent les demi-finales, les derniers disputent le match de classement pour la cinquième place.

### Tirage au sort
Une nouvelle fois, le tirage au sort est arrangé par les dirigeants italiens de la FIEFF, toujours en quête de profits, qui veulent une finale entre le Mexique, le pays hôte, et le Danemark afin d'attirer un maximum de spectateurs. Ainsi, les poules sont constituées de sorte que cet objectif ait le plus de chance d'être atteint.

### Premier tour

#### Groupe 1
| Rang | Équipe     | Pts | J | G | N | P | Bp | Bc | Diff |
| ---- | ---------- | --- | - | - | - | - | -- | -- | ---- |
| 1    | Mexique    | 4   | 2 | 2 | 0 | 0 | 7  | 1  | +6   |
| 2    | Argentine  | 2   | 2 | 1 | 0 | 1 | 5  | 4  | +1   |
| 3    | Angleterre | 0   | 2 | 0 | 0 | 2 | 1  | 8  | -7   |

Grâce à une grande couverture médiatique et publicitaire, l'événement attire une foule importante. Ainsi, le 15 août 1971, 80 000 spectateurs sont accueillis au stade Azteca à Mexico pour la cérémonie d'ouverture. Après les défilés, chants militaires et hymnes nationaux, les Mexicaines disputent leur premier match face aux Argentines. María Eugenia Rubio (en) ouvre le score à la 21e minute pour le Mexique, s'ensuit un autre but de Patricia Hernandez avant la réduction du score par l'Argentine. À la mi-temps, se suivent danseurs, spectacles et démonstrations de sports locaux. En deuxième période, María Eugenia Rubio inscrit un deuxième but et scelle la victoire pour le pays hôte. Les joueuses argentines se plaindront de l'arbitrage, largement à leur défaveur, un but valable leur ayant été refusé.
| 15 août 1971 | Mexique                       | 3 - 1   | Argentine   | Stade Azteca, Mexico                       |                                            |
|              | Rubio 21e 54e · Hernandez 30e | (2 - 1) | 34e Cardoso | Spectateurs : 80 000 Arbitrage : Cosentina | Spectateurs : 80 000 Arbitrage : Cosentina |

Pour le deuxième match du groupe 1, l'Argentine rencontre l'Angleterre. Dans un match très rude, deux joueuses anglaises finiront plâtrées, Elba Selva (en) offre la victoire à l'Argentine en inscrivant un quadruplé.
| 21 août 1971 | Argentine                        | 4 - 1   | Angleterre | Mexico                |                       |
|              | Elva Selva 7e 31e 34e 63e (pen.) | (3 - 1) | 13e Burton | Arbitrage : Cosentina | Arbitrage : Cosentina |

La sélection mexicaine enchaîne un deuxième succès et étrille 4-0 l'Angleterre, pour le dernier match de la poule.
| 22 août 1971 | Mexique                                     | 4 - 0   | Angleterre | Mexico |  |
|              | Aguilar 12e 43e · Rangel 23e · Zaragoza 49e | (2 - 0) |            |        |  |

#### Groupe 2
Contrairement à l'édition précédente, où les Danoises du Boldklubben Femina avaient remporté la victoire finale, le Danemark participe cette fois en tant que tel avec une véritable sélection nationale.
| Rang | Équipe   | Pts | J | G | N | P | Bp | Bc | Diff |
| ---- | -------- | --- | - | - | - | - | -- | -- | ---- |
| 1    | Danemark | 3   | 2 | 1 | 1 | 0 | 4  | 1  | +3   |
| 2    | Italie   | 3   | 2 | 1 | 1 | 0 | 2  | 1  | +1   |
| 3    | France   | 0   | 2 | 0 | 0 | 2 | 0  | 4  | -4   |

Dans le premier match du groupe 2, le Danemark bat largement l'équipe de France, 3-0.
| 18 août 1971 | Danemark                        | 3 - 0   | France | Guadalajara                              |                                          |
|              | Augustesen 7e · Nielsen 32e 67e | (2 - 0) |        | Spectateurs : 25 000 Arbitrage : Salazar | Spectateurs : 25 000 Arbitrage : Salazar |

Dans son second match, l'équipe de France est encore battu, cette fois sur le score de 1-0 par l'Italie.
| 21 août 1971 | France | 0 - 1   | Italie      | Guadalajara       |                   |
|              |        | (0 - 1) | 23e Schiavo | Arbitrage : Caves | Arbitrage : Caves |

Le Danemark et l'Italie se rendent coup sur coup dans un ultime match nul. Les deux équipes se qualifient pour les demi-finales.
| 22 août 1971 | Danemark      | 1 - 1   | Italie   | Guadalajara          |                      |
|              | H. Hansen 10e | (1 - 1) | 43e Avon | Arbitrage : Minarich | Arbitrage : Minarich |

### Tableau  final
|  | Demi-finales                  | Demi-finales         |                        |   | Finale                   | Finale                   |
|  | Demi-finales                  | Demi-finales         |                        |   | Finale                   | Finale                   |
|  |                               |                      |                        |   |                          |                          |
|  | 28 août 1971, Mexico          | 28 août 1971, Mexico |                        |   | 5 septembre 1971, Mexico | 5 septembre 1971, Mexico |
|  | 28 août 1971, Mexico          | 28 août 1971, Mexico |                        |   | 5 septembre 1971, Mexico | 5 septembre 1971, Mexico |
|  | Danemark                      | 5                    |                        |   | 5 septembre 1971, Mexico | 5 septembre 1971, Mexico |
|  | Danemark                      | 5                    |                        |   | 5 septembre 1971, Mexico | 5 septembre 1971, Mexico |
|  | Argentine                     | 0                    |                        |   | 5 septembre 1971, Mexico | 5 septembre 1971, Mexico |
|  | Argentine                     | 0                    | Danemark               | 3 |                          |                          |
|  | 29 août 1971, Mexico          |                      | Danemark               | 3 |                          |                          |
|  |                               | Mexique              | 0                      |   |                          |                          |
|  | Mexique                       | Mexique              | 0                      | 2 |                          |                          |
|  | Mexique                       |                      |                        | 2 |                          |                          |
|  | Italie                        | 1                    |                        |   |                          |                          |
|  | Italie                        | 1                    | Match pour la 3e place |   |                          |                          |
|  |                               |                      |                        |   |                          |                          |
|  | 4 septembre 1971, Guadalajara |                      |                        |   |                          |                          |
|  |                               |                      |                        |   |                          |                          |
|  | Italie                        | 4                    |                        |   |                          |                          |
|  | Italie                        | 4                    |                        |   |                          |                          |
|  | Argentine                     | 0                    |                        |   |                          |                          |
|  | Argentine                     | 0                    |                        |   |                          |                          |

#### Match pour la cinquième place
Le match pour la cinquième place oppose les derniers des deux groupes, l'Angleterre et la France. Lors de son dernier match du tournoi, l'équipe de France s'impose face aux Anglaises sur le score de 3 buts à 2. Les buteuses françaises sont Armelle Binard, Jocelyne Henry et Ghislaine Royer-Souef.
| 28 août 1971 | Angleterre            | 2 - 3   | France                                                              | Guadalajara |  |
|              | Janice Barton 10e 16e | (2 - 3) | Armelle Binard 12e · Jocelyne Henry 22e · Ghislaine Royer-Souef 32e |             |  |

#### Demi-finales
Avant sa demi-finale, l'équipe d'Argentine est victime d'un accident de la route, le bus de l'équipe ayant percuté une camionnette. Trois joueuses sont blessées, dont Elva Selva, l'auteure du quadruplé au premier tour, et cinq autres sont hors de forme pour le match contre le Danemark. Les Sud-Américaines sont étrillées par les Danoises 5 buts à 0.
| 28 août 1971 | Danemark                                                 | 5 - 0   | Argentine | Stade Azteca, Mexico |  |
|              | L. Nielsen 34e 50e 68e · H. Hansen 53e · Frederiksen 64e | (1 - 0) |           |                      |  |

Alors que la nuit précédant la deuxième demi-finale, des supporters perturbent le sommeil des joueuses italiennes, le Mexique bat l'Italie 2 buts à 1. De nouveaux problèmes d'arbitrages auraient été constatés, deux buts valables ayant été refusés aux Italiennes.
| 29 août 1971 | Mexique           | 2 - 1   | Italie    | Mexico |  |
|              | Hernandez 10e 24e | (2 - 1) | 6e Varone |        |  |

#### Match pour la troisième place
Le match pour la troisième place oppose l'Italie et l'Argentine. Alors que cette dernière n'est une nouvelle fois pas épargnée des problèmes de transport entre Mexico et Guadalajara, l'Albiceleste s'incline lourdement face au Italiennes sur le score de 4 buts à 0, Elisabetta Vignotto inscrivant un triplé.
| 4 septembre 1971                                                                                           | Italie                            | 4 - 0                                                                                        | Argentine | Guadalajara                              |                                          |
| | Vignotto 4e 32e 67e · Schiavo 63e | (2 - 0)                                                                                      |           | Spectateurs : 50 000 Arbitrage : Salazar | Spectateurs : 50 000 Arbitrage : Salazar |
| Sogliani, Cunzolo, Fabris, Cardia, Pinardi, Schiavo, Varone, Conter, Ciceri ( 46e Mammina), Avon, Vignotto | Équipes                           | Soler, Cataneo, Andrade, Felto, Lembesis, Troncoso, Suarez, Cardoso, Garcia, Selva, Brucolli |           | Spectateurs : 50 000 Arbitrage : Salazar | Spectateurs : 50 000 Arbitrage : Salazar |

#### Finale
La finale du tournoi est disputée le 5 septembre 1971 entre le Danemark et le Mexique. La rencontre a lieu au Stade Azteca de Mexico. Elle est suivie par 110 000 spectateurs, un nombre encore jamais atteint dans l'histoire du football féminin, et est dirigée par l'arbitre suisse Minarich. Le Danemark l'emporte facilement grâce à un triplé de Susanne Augustesen, âgée de 15 ans.
| 5 septembre 1971 | Danemark               | 3 - 0 | Mexique | Stade Azteca, Mexico                       |                                            |
| | Augustesen 26e 52e 62e | (1 - 0) |         | Spectateurs : 110 000 Arbitrage : Minarich | Spectateurs : 110 000 Arbitrage : Minarich |
| S. Klems, Hansen, A. Westberg, Nielsen, Frederiksen, Pedersen, Kamp ( 78e M. Jensen), L. I. Nielsen, H. Hansen, K. Jensen, S. Augustesen | Équipes                | Aracen, Chavez ( De la Rosa), Orduña, Coronado, Perez, Huerta, Zaragoza, Aguilar, Rubio ( 56e Rangel), Hernández |         | Spectateurs : 110 000 Arbitrage : Minarich | Spectateurs : 110 000 Arbitrage : Minarich |

## Classement final
| Place              | Nation     | Stade de la compétition |
| ------------------ | ---------- | ----------------------- |
| Médaille d'or      | Danemark   | Vainqueur               |
| Médaille d'argent  | Mexique    | Finale                  |
| Médaille de bronze | Italie     | Demi-finales            |
| 4                  | Argentine  | Demi-finales            |
| 5                  | France     | Premier tour            |
| 6                  | Angleterre | Premier tour            |

## Sources et bibliographie
- (en) Mundial (Women) 1971 sur rsssf.com.
- Mathile Guillaume, « Mondial 1971 — Le casse des Argentines désargentées », Libération, no 11828,‎ 14 juin 2019, p. 20 — 21 (ISSN 0335-1793, lire en ligne)
- Thibault Rabeux, Football féminin : les Coupes du monde officieuses, 31 mai 2019, 102 p. (ISBN 978-1095906422)
- Documentaire Copa 71 (2023), réalisé par Rachel Ramsay et James Erskine[3]

1. ↑  (en) « How four documentaries in this season’s awards race used archive to bring history to life », sur Screen Daily, 10 décembre 2024
2. ↑  « La Coupe du Monde de Football Féminin, la FIEFF organise sa 2ème édition "officieuse" en 1971 au Mexique ! (3) », sur Le Cartophilion, 17 juin 2019 (consulté le 17 mai 2020)
3. ↑  (en) « TORONTO 2023. Critique : Copa 71 », sur Cineuropa, 8 septembre 2023